# کوسه‌ریشو
کوسه‌ریشو (نام علمی: Orectolobidae) نام یک تیره از راسته کوسه‌نهنگ‌سانان است.